# Вежхи-Паженські
Вежхи-Паженські (пол. Wierzchy Parzeńskie) — село в Польщі, у гміні Клюки Белхатовського повіту Лодзинського воєводства.
Населення — 51 особа (2011).
У 1975-1998 роках село належало до Пйотрковського воєводства.

## Демографія
Демографічна структура станом на 31 березня 2011 року:
|          | Загалом | Допрацездатний вік | Працездатний вік | Постпрацездатний вік |
| -------- | ------- | ------------------ | ---------------- | -------------------- |
| Чоловіки | 26      | 5                  | 20               | 1                    |
| Жінки    | 25      | 5                  | 14               | 6                    |
| Разом    | 51      | 10                 | 34               | 7                    |